# Othenio Abel
Othenio Abel (Vienna, 20 giugno 1875 – Mondsee, 4 luglio 1946) è stato un paleontologo austriaco.

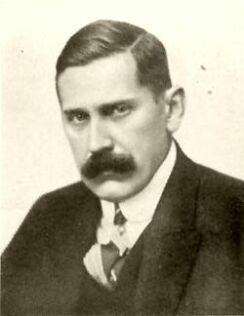
Othenio Abel

Professore di paleobiologia alle università di Vienna, tra il 1917 e il 1935, e di Gottinga, tra 1935 e il 1940, fu autore di parecchie ricerche sulle condizioni ambientali in cui vissero gli animali di specie estinte.